# Gorky Park
Gorky Park ist ein US-amerikanischer Thriller aus dem Jahr 1983. Der Regisseur war Michael Apted, das Drehbuch schrieb Dennis Potter anhand des Romans Gorki Park (Originaltitel: Gorky Park) von Martin Cruz Smith. Die Hauptrollen spielten William Hurt, Lee Marvin und Brian Dennehy.

## Handlung
Im Moskauer Gorki-Park werden drei Leichen mit enthäuteten Gesichtern und abgetrennten Fingerenden gefunden, die jemand mit jeweils einer Kugel aus einer KGB-Waffe erschossen hatte. Die Ermittlungen führt der Polizist Arkady Renko, Sohn eines Generals. Er wird schnell auf den Amerikaner William Kirwill und die Russin Irina aufmerksam. Es stellt sich heraus, dass Kirwill der Bruder eines der Opfer ist und den Mörder sucht.
Renko bittet Professor Andreev darum, anhand der Schädel der Opfer ihre Gesichter zu rekonstruieren. Andreev sagt zuerst, er würde keine Aufträge für die Miliz oder für das KGB ausführen. Renko appelliert an die Eitelkeit des Professors und Andreev willigt schließlich ein.
Renko lernt den Unternehmer Jack Osborne im Zuge einer Einladung kennen und stellt fest, dass Irina ebenfalls anwesend ist. Nach einigen Ermittlungen findet Renko heraus, dass Irina mit den Mordopfern befreundet gewesen ist und fest daran glaubt, dass diese in die USA ausgewandert sind. Renko und Kirwill stellen jedoch fest, dass hinter den Morden Osborne selbst steht, der mit Pelzen handelt. Er schmuggelt lebende russische Zobel ins Ausland, um sie dort zu züchten. Die späteren Mordopfer haben ihm dabei geholfen, die Zobel nach Stockholm zu schmuggeln, und sind dabei mit dem Versprechen der Ausreise getäuscht worden. Osborne hat aber keine weiteren Zeugen gebrauchen können.
Es gelingt Renko, Osborne in Stockholm zu stellen. In seiner Begleitung ist Irina. In einem Finale auf der Zobel-Farm mit anwesenden KGB-Agenten werden, bis auf Renko und Irina, alle getötet. Renko lässt die Zobel frei in die Wildbahn und kehrt, das war eine Bedingung des KGB gewesen, nach schmerzvollem Abschied ohne Irina, damit diese in Freiheit leben kann, nach Moskau zurück.

## Kritiken
„Gorky Park ist ein interessanter Kalter-Krieg-Krimi. Die politische Brisanz besteht zwar nicht mehr, der Spannung und dem Unterhaltungswert tut dieser Umstand aber keinen Abbruch. Ein sehenswerter, wenn auch nicht perfekter Thriller, dem eine ordentliche Portion Anspruch nicht abgesprochen werden muss.“

„Thriller um drei Morde und den illegalen Export lebender Zobel im Milieu des Polizeialltags sowjetischer Miliz. Die Verfilmung des Bestsellers von Martin Cruz Smith ist voller naiver Klischees, in der Charakterzeichnung oberflächlich, ohne Stimmung und Atmosphäre. Auch als Genre-Film spröde und spannungslos.“

## Auszeichnungen
Joanna Pacuła wurde für ihre Rolle in Gorky Park 1984 für den Golden Globe Award nominiert, Michael Elphick für den BAFTA Award.

## Hintergründe
Da zum Zeitpunkt der Dreharbeiten westliche Regisseure noch nicht die Erlaubnis hatten, in der Sowjetunion zu drehen, mussten andere Orte für Moskau gefunden werden (Walter Hills Action-Komödie Red Heat war 1988 der erste US-Film, der an Originalschauplätzen gedreht werden durfte.). Die Ausstatter wichen daher auf Stockholm und Helsinki aus. Auch die im Film gezeigten Zobel sind nicht echt: Da für die Aufnahmen keine Zobel zur Verfügung standen, beauftragte Produzent Howard W. Koch einen finnischen Pelzjäger, 40 Baummarder einzufangen, die den wertvollen Pelztieren ähnlich sehen.
Im Original sprechen die Schauspieler, die Sowjetbürger darstellen, bis auf wenige Ausnahmen, englisch mit britischem Akzent, so auch der Amerikaner William Hurt. Die amerikanischen Charaktere sprechen mit amerikanischem Akzent. Dies dient dazu, die beiden Gruppen hörbar voneinander zu unterscheiden. In der deutschen Synchronisation sprechen alle Charaktere Hochdeutsch.